# Emma Snowsill
Emma Frodeno, tidigare Emma Snowsill, född 15 juni 1981 är en australienisk triathlet. Hon vann Samväldesspelen 2006. Hon vann även år 2000 junior-VM i 16-20 års kategorin. Hon vann Olympiska spelens triathlontävling 2008.
Hon tog OS-brons i damernas triathlon i samband med de olympiska triathlontävlingarna 2008 i Peking.
Hon tog namnet Emma Frodeno vid bröllopet 2013 med triathleten Jan Frodeno från Tyskland, även han OS-guldvinnare. Hon har fött två barn, 2016 och 2018.